# والتر لانغ
والتر لانغ (بالإنجليزية: Walter Lang)‏ (و. 1896 – 1972 م) هو مخرج أفلام، وكاتب سيناريو أمريكي، ولد في ممفيس، تينيسي، توفي في بالم سبرينغس، عن عمر يناهز 76 عاماً، بسبب قصور كلوي.

## وصلات خارجية
- والتر لانغ على موقع IMDb (الإنجليزية)
- والتر لانغ على موقع الموسوعة البريطانية (الإنجليزية)
- والتر لانغ على موقع ألو سيني (الفرنسية)
- والتر لانغ على موقع تيرنر كلاسيك موفيز (الإنجليزية)
- والتر لانغ على موقع تيرنر كلاسيك موفيز (الإنجليزية)
- والتر لانغ على موقع أول موفي (الإنجليزية)
- والتر لانغ على موقع قاعدة بيانات الأفلام السويدية (السويدية)
- والتر لانغ على موقع إن إن دي بي (الإنجليزية)
- والتر لانغ على موقع قاعدة بيانات الفيلم (الإنجليزية)
- والتر لانغ على موقع كينوبويسك (الروسية)